# Peugeot-Museum

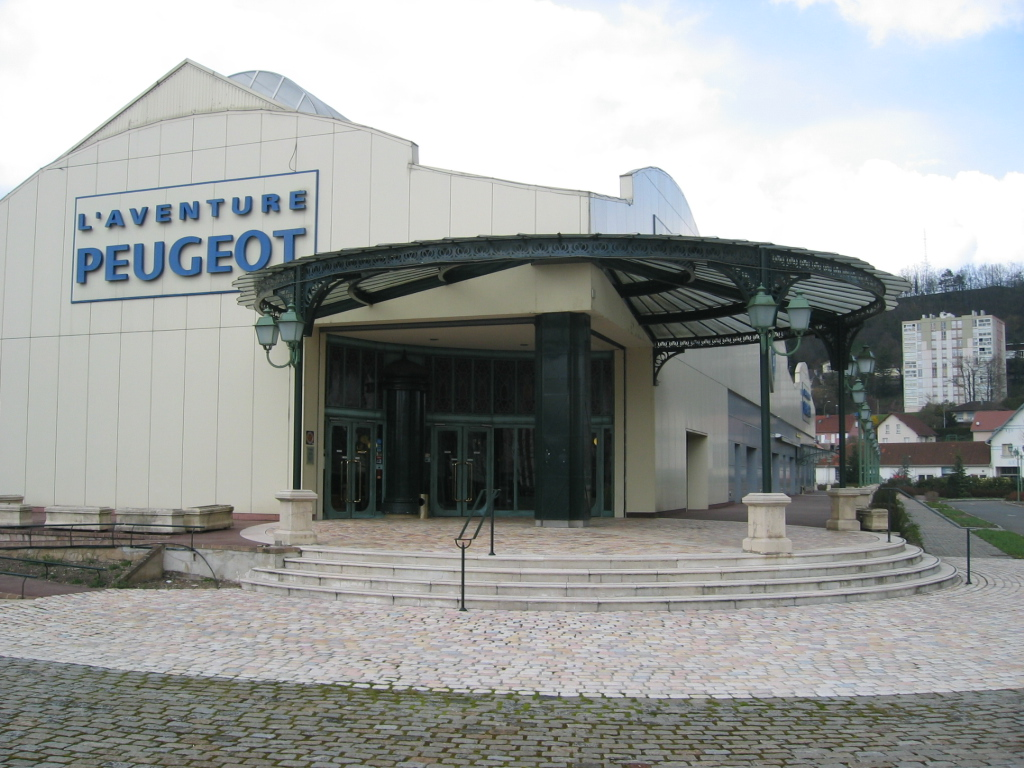
Gebäude des Peugeot-Museums

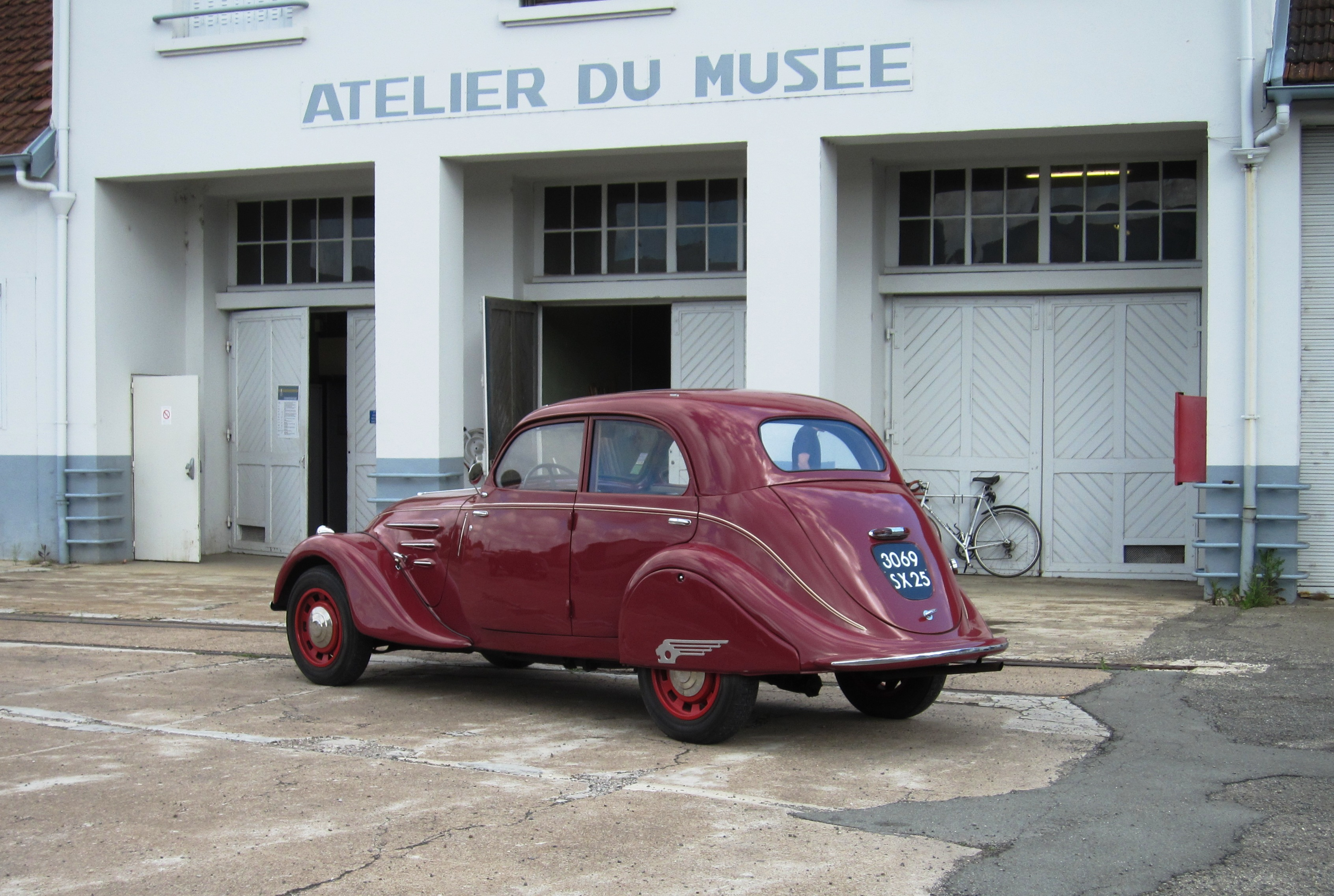
Gebäude „Atelier du museé“ mit Peugeot 402 légère

Das Peugeot-Museum (französisch: Musée de l’Aventure Peugeot) ist ein Museum der französischen Automarke Peugeot. Es befindet sich in Sochaux, Frankreich, wo auch die größte Automobil-Fabrik der Marke Peugeot steht. Das im Juni 1988 eröffnete Museum wurde im Juni 2000 vergrößert und zählte bisher rund 1,6 Millionen Besucher (etwa 100.000 pro Jahr).

## Sammlungen
Das Peugeot-Museum zeigt die Geschichte des Unternehmens Peugeot, die im Jahr 1810 mit der handwerklichen Produktion von Sägeblättern, Uhrenfedern, Mühlen und Eisenwaren begann und sich später mit industrieller Herstellung von Haushaltsgeräten fortsetzte. Der größte Teil der 8.000 Quadratmeter großen Ausstellungsfläche mit Dekorationen der jeweiligen Zeitepoche ist der Automobilgeschichte gewidmet, in der das Jahr 1890 mit der Entwicklung eines motorbetriebenen „Velozipedes“ den Beginn der Automobilkonstruktion bei Peugeot markierte. Heute stellt das Museum 130 Automobile sowie 50 Fahrräder und Motorräder aus. Ergänzt wird der museale Fundus mit 3.000 Exponaten aus der früheren Peugeot-Industrieproduktion, wie Radios und Nähmaschinen beispielsweise.
Im nicht öffentlich zugänglichen Depot von rund 35.000 Quadratmeter Fläche verfügt das Museum über etwa 350 weitere Automodelle und 250 weitere Zweiräder. Außerdem zeigt das Museum viele Automodelle und Objekte, die im Zusammenhang mit der Marke Peugeot stehen.